# Italiano Franchi
Italiano Franchi (Pescia, 1860 – 1926) è stato un pittore italiano.

## Biografia
Diplomatosi all'Istituto di Belle Arti di Lucca con Luigi Norfini, frequentò anche l'Accademia di belle arti di Firenze. Sposò la figlia del compositore Giovanni Pacini.    
Fu attivo tra la fine dell'Ottocento e l'inizio del Novecento a Pescia, nel cui Museo Civico sono conservate alcune sue opere.